# 3-metilglutaril aciduria
Il termine 3-metilglutaril aciduria è usato per indicare quattro differenti disordini genici che impediscono l'immagazzinamento dell'energia da parte dei mitocondri.
Come risultato di questo difetto, gli acidi 3-metilglutarico e 3-metilglutaconico sono dosabili nelle urine.
La malattia fa parte del gruppo delle acidosi organiche, patologie del metabolismo degli aminoacidi, che si caratterizzano per l'escrezione urinaria di acidi identificabili con metodi gascromatografici.

## Genetica
Le quattro forme sono indicate con i numeri romani I, II, III, IV. Delle prime tre sono stati individuati i geni responsabili: rispettivamente AUH, TAZ e OPA3, mentre per la 3-metilglutaril acidura IV non è ancora stato stabilito il difetto alla base.
- I tipo

Il gene AUH viene tradotto a 3-metilglutaconil CoA idratasi, un enzima coinvolto nel metabolismo mitocondriale della leucina. Una deficienza di questo enzima determina un accumulo di acido 3-metilglutaconico, che viene così escreto nelle urine.
- II tipo (sindrome di Barth)

Il gene TAZ provvede, col suo prodotto di traduzione, la tafazzina, al metabolismo della cardiolipina, fosfolipide della membrana dei mitocondri funzionale alla catena di trasporto degli elettroni.
- III tipo (atrofia ottica di Costeff)

Il gene OPA3 traduce per un enzima la cui funzione è ancora sconosciuta. Alcune ricerche suggeriscono sia implicato nell'apoptosi
I tipi I e III sono ereditabili con un pattern autosomico recessivo, il tipo II è legato all'X. Risulta essere comunque recessivo, e quindi nella donna è necessaria una doppia mutazione per produrre sintomatologia. In questo caso la malattia è più frequente nei maschi.

## Sintomatologia
Le caratteristiche della sindrome di tipo I includono ritardo del linguaggio, dello sviluppo mentale e psicomotorio, acidemia, distonia muscolare, spasmi e affaticabilità.
La sindrome II è caratterizzata da cardiomiopatia dilatativa, infezioni ricorrenti per neutropenia, difetto di crescita.
È diffusa in tutte le etnie.
L'atrofia ottica di Costeff si presenta principalmente con degenerazione del nervo ottico, atassia, distonia, disfunzioni extrapiramidali e deficit cognitivo.
La sua incidenza è di circa 1:10 000 dei neonati tra gli ebrei mizrachi.
I segni e i sintomi del IV tipo sono variabili, venendo a comprenderne molti dei precedenti 3 disordini. L'incidenza di questa malattia è sconosciuta.